# نت۴
نت۴ (انگلیسی: Net4) شرکت فناوری اطلاعات هندی است، که در سال ۱۹۸۵ تأسیس شد.